# Tiền tệ Đại Việt thời Trần
Tiền tệ thời Trần phản ánh những vấn đề liên quan tới tiền tệ lưu thông vào thời nhà Trần (1225-1400) trong lịch sử Việt Nam.

## Tiền trong đời sống kinh tế - xã hội
Trước thời Trần, sách sử Việt Nam không nói rõ quan hệ giữa các đơn vị tiền tệ. Thời Trần Thái Tông được các nhà nghiên cứu ghi nhận là lần đầu tiên sử sách phản ánh quan hệ này. Theo Đại Việt sử ký toàn thư ghi chép vào năm 1226, triều đình "xuống chiếu cho dân gian dùng tiền "tỉnh bách" (hay "tỉnh mạch) mỗi tiễn là 69 đồng. Tiền nộp cho nhà nước (tiền "thượng cung") thì mỗi tiễn là 70 đồng".
Tiền tỉnh mạch là tiền rút bớt giá trị của bạc đi. Theo truyền thống, 1 lạng bạc = 1 quan = 1000 đồng nhưng từ thời Ngũ Đại rút bớt giá trị, sang thời Tống cũng theo tỉ lệ này: 1 quan chỉ còn tương đương 770 đồng. Nhà Trần cũng theo lệ tỉnh mạch, nghĩa là trong lưu thông 1 quan = 10 tiền = 690 đồng (còn gọi là văn), nhưng khi nộp thuế cho triều đình thì phải đóng thành 700 đồng. Sách An Nam chí lược của Lê Tắc cũng ghi nhận điều này, đồng thời phản ánh việc đồng tiền nhà Tống và nhà Đường lưu hành trong nước như thời Lý.
Mặc dù triều đình ấn định tỷ lệ tiền tệ nhưng trong thực tế không hoàn toàn theo đúng như vậy. Giá trị đồng tiền và tỷ giá bạc vẫn giảm theo mức cung cầu của hai kim loại trên thị trường vào một thời điểm hay ở một khu vực. Càng về sau, tỷ lệ giá trị càng thấp. Theo Paul Pelliot, tới năm 1350 tỷ giá còn 1 tiền = 67 đồng để trao đổi 1 lạng bạc tiền giấy nhà Nguyên (Trung Thống ngân hóa ra đời từ thời Nguyên Thế Tổ), mà tiền bạc giấy này vốn chỉ có giá trị bằng 1/10 lạng bạc thật, tức là 1 quan Đại Việt vào thời điểm năm 1350 bằng 670 đồng.

## Tiền giấy xuất hiện
Cuối thời Trần, ngoại thích Hồ Quý Ly nắm quyền thao túng triều đình. Ông thực hiện những cải cách đầu tiên về kinh tế. Năm 1396 thời Trần Thuận Tông, Hồ Quý Ly nhân danh nhà Trần phát hành tiền giấy "Thông bảo hội sao", đây chính là loại tiền giấy đầu tiên trong lịch sử tiền tệ Việt Nam.
Những quy định về thể thức về tiền hội sao thực hiện theo đề nghị của Thiếu bảo Vương Nhữ Chu. Sắc dụ quy định các đơn vị như sau:
- 10 đồng vẽ rau rong
- loại 30 đồng vẽ thủy ba
- loại một tiền vẽ đám mây
- loại hai tiền vẽ con rùa
- loại ba tiền vẽ con lân
- loại 5 tiền vẽ con phượng
- loại một quan vẽ con rồng.

Khi tiền giấy đã in xong, hạ lệnh cho dân được đem tiền thực đổi lấy tiền giấy: cứ một quan tiền thực chất đổi lấy tiền giấy một quan hai tiền. Triều đình đặt ra quy định bắt buộc phải dùng tiền giấy không được dùng tiền đồng, bao nhiêu tiền đồng đều nộp vào quan, rồi dồn vào kho Ngao Trì ở kinh thành. Nếu người nào tàng trữ riêng hoặc tiêu dùng riêng cũng phải tội tử hình, tịch thu điền sản sung công. Người làm giả tiền giấy cũng bị xử tội như vậy.
Đương thời bên Trung Quốc thời nhà Minh cai trị, tiền giấy đã quen thuộc với người Trung Quốc và tiền giấy có thể mang đổi ra tiền đồng truyền thống nhưng tiền giấy Đại Việt đương thời không được chuyển đổi ra tiền đồng. Điều này khiến người dân không tin tưởng vào đồng tiền giấy mà họ bị bắt buộc phải sử dụng.
Chỉ 4 năm sau (1400), Hồ Quý Ly giành ngôi nhà Trần, lập ra nhà Hồ, và tiếp tục áp dụng chế độ tiền giấy.

## Các đồng tiền thời Trần
Thời Trần Minh Tông, nhà Trần đúc tiền bằng hợp kim gọi là "diên tiền", các nhà nghiên cứu không kết luận đó là tiền hợp chất kẽm, tiền chì hay tiền thiếc, và không rõ tỷ lệ hợp kim tạo ra đồng tiền ra sao. Chắc chắn đây không phải là tiền kẽm đơn chất vì sang thế kỷ 19 mới tinh luyện được kẽm. Tuy nhiên việc đúc tiền kẽm chỉ được làm thử nghiệm và ngay sau đó bị bãi bỏ. Các nhà nghiên cứu đặt giả thiết có thể đây là hợp kim thiếc, chì mà Đại Việt được tiếp cận qua người Chiêm Thành, vốn đã biết đến khi giao thương với Chân Lạp.
Các đồng tiền nhà Trần qua các đời vua gồm có:
Nguyên Phong thông bảo
Khảo cổ học Việt Nam đã phát hiện ra tiền kim loại Nguyên Phong. Nhưng bên Trung Quốc cũng có loại tiền này, nên hiện chưa kết luận được thứ tìm thấy ở Việt Nam là do nước nào đúc. Nguyên Phong là niên hiệu thứ ba của vua Trần Thái Tông. Vào hai thời có niên hiệu trước, vua cũng cho phát hành tiền, nhưng sử liệu không nói và khảo cổ học không cho biết đó là tiền tên gì.
Khai Thái nguyên bảo
Đỗ Văn Ninh có cho biết rằng Trần Huy Bá đã thấy tiền này ở Viện Bảo tàng Lịch sử Việt Nam năm 1960. Khai Thái là một niên hiệu của Trần Minh Tông. Các vua Trung Quốc không có niên hiệu nào như vậy.
Thiệu Phong bình bảo, Thiệu Phong nguyên bảo
Sử liệu không ghi nhưng khảo cổ học Việt Nam lại phát hiện ra thứ tiền kim loại này và cho là do Trần Dụ Tông phát hành. Tiền có lỗ ở giữa và có gờ và mép không rõ. Mặt trước tiền ghi bốn chữ Thiệu Phong thông bảo. Mặt sau để trơn. Tiền nhỏ, mỏng, đường kính 21 mm.
Khảo cổ học còn tìm ra tiền Thiệu Phong thông bảo, hình thù như Thiệu Phong bình bảo và mặt sau cũng để trơn.
Đỗ Văn Ninh cho biết Trần Văn Bá đã thấy tiền Thiệu Phong nguyên bảo đường kính tới 40 mm và mặt sau có chữ Thập tam ở Viện Bảo tàng Lịch sử Việt Nam vào năm 1960.
Đại Trị thông bảo
Cũng là tiền do Trần Dụ Tông phát hành. Đại Việt sử ký toàn thư có cho biết rằng vào năm 1360 đã đúc tiền này. Khảo cổ học cho biết tiền này có kích thước lớn hơn tiền Thiệu Phong một chút.
Thông bảo hội sao
Tiền giấy đầu tiên phát hành thời Trần Thuận Tông.